# Борщов (Ивано-Франковская область)
Борщо́в (укр. Борщів) — село в Заболотовской поселковой общине Коломыйского района Ивано-Франковской области Украины.
Население по переписи 2001 года составляло 877 человек. Занимает площадь 8,02 км². Почтовый индекс — 78317. Телефонный код — 03476.